# Mikael Ekvall
Mikael Ekvall, född 18 juni 1989, är en svensk friidrottare (långdistanslöpare) tävlande för Strömstads LK. Han vann SM-guld i halvmaraton och långa terrängen år 2013 samt ytterligare ett guld i halvmaraton år 2018. Han har dessutom vunnit ett antal silver- och bronsmedaljer i långlöpning på SM sedan år 2009.
Han kandiderade för Kommunistiska Partiet i kommunalvalet i Göteborg år 2018.

## Karriär
Vid U23-EM i Kaunas i Litauen år 2009 sprang Ekvall 10 000 meter och kom in på en fin sjätteplats med tiden 30:47,10.
2011 sprang han 10 000 meter vid U23-EM i Ostrava i Tjeckien och nådde en niondeplats med tiden 29:27,58.
År 2014 deltog han på 10 000 meter vid EM i Zürich men slogs ut i försöken på tiden 30:04,93. Vid Europamästerskapen i Amsterdam år 2016 deltog Ekvall i halvmaraton där han med säsongsbästat 1:04:28 kom på en 14:e plats som bäste svensk. Han deltog 2017 i VM som hölls i London och kom där på 32:a plats i maraton med tiden 2:18:12.

## Utmärkelser
Mikael Ekvall belönades år 2016 med Stora grabbars och tjejers märke nummer 543.

## Personliga rekord
| Utomhus - 1 500 meter – 3.51,82 (Göteborg, Sverige 13 juni 2014) - 3 000 meter – 8.04,81 (Göteborg, Sverige 16 augusti 2019) - 5 000 meter – 13.51,70 (Oordegem, Belgien 31 maj 2014) - 10 000 meter – 28.31,65 (Palo Alto, USA 2 maj 2015) - 5 km landsväg – 14.19 (Carlsbad, Kalifornien, USA 3 april 2016) - 10 km landsväg – 29.14 (Oslo, Norge 27 april 2013) - 15 km landsväg – 44.42,6 (Nijmegen, Nederländerna 16 november 2014) - Halvmaraton – 1:02.29 (Köpenhamn, Danmark 29 mars 2014) - Maraton – 2:11.37 (Sevilla, Spanien 23 februari 2020) - 2 000 meter hinder – 5.55,79 (Karlskrona, Sverige 16 juni 2009) | Inomhus - 3 000 meter – 8.09,90 (Gävle, Sverige 17 februari 2018) - 3 000 meter – 8.25,76 (Göteborg, Sverige 26 februari 2011) |

### Fotnoter
1. ↑  ”Karensövergångar 2004”. friidrott.se. 19 november 2004. Arkiverad från originalet den 12 september 2018. https://web.archive.org/web/20180912022147/http://www.friidrott.se/forbundsinfo/overgangar/Karens04.aspx. Läst 11 september 2018.
2. ↑  ”SM halvmarathon 2009, herrar”. goteborgsvarvet.se. Arkiverad från originalet den 8 december 2015. https://web.archive.org/web/20151208052044/http://www.goteborgsvarvet.se/wp-content/uploads/2014/04/Resultat-Herrar-SM-2009.pdf. Läst 26 april 2015.
3. ↑  ”Terräng-SM 2012”. smfriidrott.com. Arkiverad från originalet den 11 juni 2013. https://web.archive.org/web/20130611223723/http://www.smfriidrott.com/tavling/terr%C3%A4ng-sm-2012/resultat. Läst 16 april 2013.
4. ↑  ”SM halvmarathon 2013”. goteborgsvarvet.se. http://goteborgsvarvet.r.mikatiming.de/2016/?event=GV_9999991A136FC50000000071&event_main_group=2013&pid=list&ranking=time_finish_netto&search%5Bage_class%5D=%25&search%5Bsex%5D=M. Läst 23 maj 2013.
5. 1 2  ”Terräng-SM 2013”. idrottonline.se. Arkiverad från originalet den 26 november 2015. https://web.archive.org/web/20151126043823/http://www5.idrottonline.se/FaluIK-Friidrott/TerrangSM2013/. Läst 10 november 2015.
6. ↑  ”Terräng-SM 2014, dag 2”. marathon.se. http://www.marathon.se/racetimer?v=%2Fsv%2Frace%2Fshow%2F2230%3Flayout%3Dmarathon. Läst 26 mars 2015.
7. ↑  ”Stora SM 2015, dag 3”. trackandfield.se. Arkiverad från originalet den 6 juli 2016. https://web.archive.org/web/20160706172117/http://www.trackandfield.se/resultat/2015/150809.htm. Läst 31 oktober 2015.
8. ↑  ”Stora SM 2015, dag 1”. trackandfield.se. Arkiverad från originalet den 17 november 2015. https://web.archive.org/web/20151117091255/http://www.trackandfield.se/resultat/2015/150807.htm. Läst 31 oktober 2015.
9. ↑  ”Stora SM 2016”. Arkiverad från originalet den 23 augusti 2017. https://web.archive.org/web/20170823210252/http://212.247.216.72/friidrott/sm16/Resultat.php. Läst 1 november 2016.
10. ↑  ”SM 10 km landsväg 2016”. marathon.se. http://www.marathon.se/racetimer?v=/sv/race/show/3320%3Flayout%3Dmarathon. Läst 1 november 2016.
11. ↑  ”SM i halvmarathon 2016”. friidrott.se. Arkiverad från originalet den 3 november 2016. https://web.archive.org/web/20161103234058/http://www.friidrott.se/docs/sm16offhalvmara.pdf. Läst 1 november 2016.
12. ↑  ”Resultat Göteborgsvarvet 2017 - Svenska mästerskap”. goteborgsvarvet.se. http://results.goteborgsvarvet.se/resultat/2017/. Läst 25 augusti 2017.
13. ↑  ”Terräng-SM 2017, dag 2 ind”. Neptron Timer. Arkiverad från originalet den 15 augusti 2019. https://web.archive.org/web/20190815114307/http://neptrontiming-development.azurewebsites.net/#/terrangsmdag22017/. Läst 13 november 2017.
14. ↑  ”Svenskt mästerskap halvmarathon 2018”. friidrott.se. Arkiverad från originalet den 5 september 2018. https://web.archive.org/web/20180905141118/http://www.friidrott.se/docs/sm18offhalvmara1.pdf. Läst 5 september 2018.
15. ↑  ”Resultat: SM-VSM 100 km, Bro 13.5.23”. friidrottsstatistik.se. https://www.friidrottsstatistik.se/resultsswe.php?CID=13039317&Season=2023. Läst 7 september 2023.
16. 1 2 3 4 5 6 7 8 9 10  ”Personsida på IAAF:s webbplats” (på engelska). iaaf.org. http://www.iaaf.org/athletes/sweden/mikael-ekvall-243097. Läst 11 september 2018.
17. ↑  ”European Athletics U23 Championships - Kaunas 2009” (på engelska). european-athletics.org. http://www.european-athletics.org/competitions/european-athletics-u23-championships/history/year=2009/results/index.html#. Läst 20 oktober 2017.
18. ↑  ”European Athletics U23 Championships - Ostrava 2011” (på engelska). european-athletics.org. http://www.european-athletics.org/competitions/european-athletics-u23-championships/history/year=2011/results/index.html. Läst 19 oktober 2017.
19. ↑  ”European Athletics Championships - Zürich 2014” (på engelska). european-athletics.org. http://www.european-athletics.org/competitions/european-athletics-championships/history/year=2014/results/index.html. Läst 14 februari 2017.
20. ↑  ”EM2: Ruskiga 25 varv”. friidrott.se. 13 augusti 2014. Arkiverad från originalet den 15 februari 2017. https://web.archive.org/web/20170215025608/http://www.friidrott.se/nyheter.aspx?id=17039. Läst 14 februari 2017.
21. ↑  ”European Athletics Championships - Amsterdam 2016” (på engelska). european-athletics.org. http://www.european-athletics.org/competitions/european-athletics-championships/history/year=2016/results/. Läst 27 december 2016.
22. ↑  ”Femteplats i EM-halvmaran”. friidrott.se. 10 juli 2016. Arkiverad från originalet den 8 februari 2017. https://web.archive.org/web/20170208033114/http://www.friidrott.se/nyheter.aspx?id=19770. Läst 6 februari 2017.
23. ↑  ”Marathon Men IAAF World Championships London 2017 (Olympic Stadium), Great Britain & N.I. 04 Aug 2017 - 13 Aug 2017” (på engelska). iaaf.org. https://www.iaaf.org/results/iaaf-world-championships-in-athletics/2017/iaaf-world-championships-london-2017-5151/men/marathon/final/result. Läst 14 mars 2019.
24. ↑  Hedman, Jonas (6 augusti 2017). ”Tuff maratonresa på Londons gator”. friidrott.se. Arkiverad från originalet den 22 september 2023. https://web.archive.org/web/20230922100609/https://arkiv.friidrott.se/nyheter.aspx?id=21263. Läst 14 mars 2019.
25. ↑  ”Stora grabbars märke”. friidrott.se. Arkiverad från originalet den 31 mars 2016. https://web.archive.org/web/20160331202525/http://www.friidrott.se/historik/storagrabbar.aspx. Läst 16 februari 2019.
26. 1 2 3 4 5 6 7 8 9  ”Personsida på European Athletics' webbplats” (på engelska). european-athletics.org. http://www.european-athletics.org/athletes/group=e/athlete=152499-ekvall-mikael/index.html. Läst 11 september 2018.
27. 1 2 3 4 5 6 7 8  ”Personsida på ARRS” (på engelska). arrs.run. https://more.arrs.run/runner/29037. Läst 3 oktober 2018.